# Šaratice
Šaratice település Csehországban, Vyškovi járásban. Šaratice Hostěrádky-Rešov, Vážany nad Litavou, Milešovice, Otnice, Hrušky, Újezd u Brna és Zbýšov településekkel határos. Lakosainak száma 1065 fő (2024. január 1.).

## Népesség
A település lakosságának változását az alábbi diagram mutatja:
| Lakosok száma | 834  | 858  | 1030 | 1055 | 962  | 892  | 1048 | 1046 | 1056 | 1065 |
|               | 1869 | 1890 | 1921 | 1950 | 1980 | 2001 | 2017 | 2019 | 2022 | 2024 |